# Gonyleptes pustulatus
Gonyleptes pustulatus is een hooiwagen uit de familie Gonyleptidae.